# 石丸昌宏
石丸 昌宏（いしまる まさひろ、1962年2月28日 -）は、日本の鉄道実業家。京阪ホールディングス株式会社代表取締役社長・最高執行責任者。

## 人物・経歴
大阪府大阪市出身。1985年北海道大学教育学部卒業、京阪電気鉄道（のちの京阪ホールディングス）入社。2009年経営統括室人事担当部長。2013年執行役員。2017年取締役常務執行役員経営統括室副室長（経営戦略担当＜全社戦略＞・事業推進担当＜マーケティング・デザイン＞・人事部担当）。2019年から代表取締役社長COOを務め、非鉄道事業の強化を進めた。